# Francesco Contini

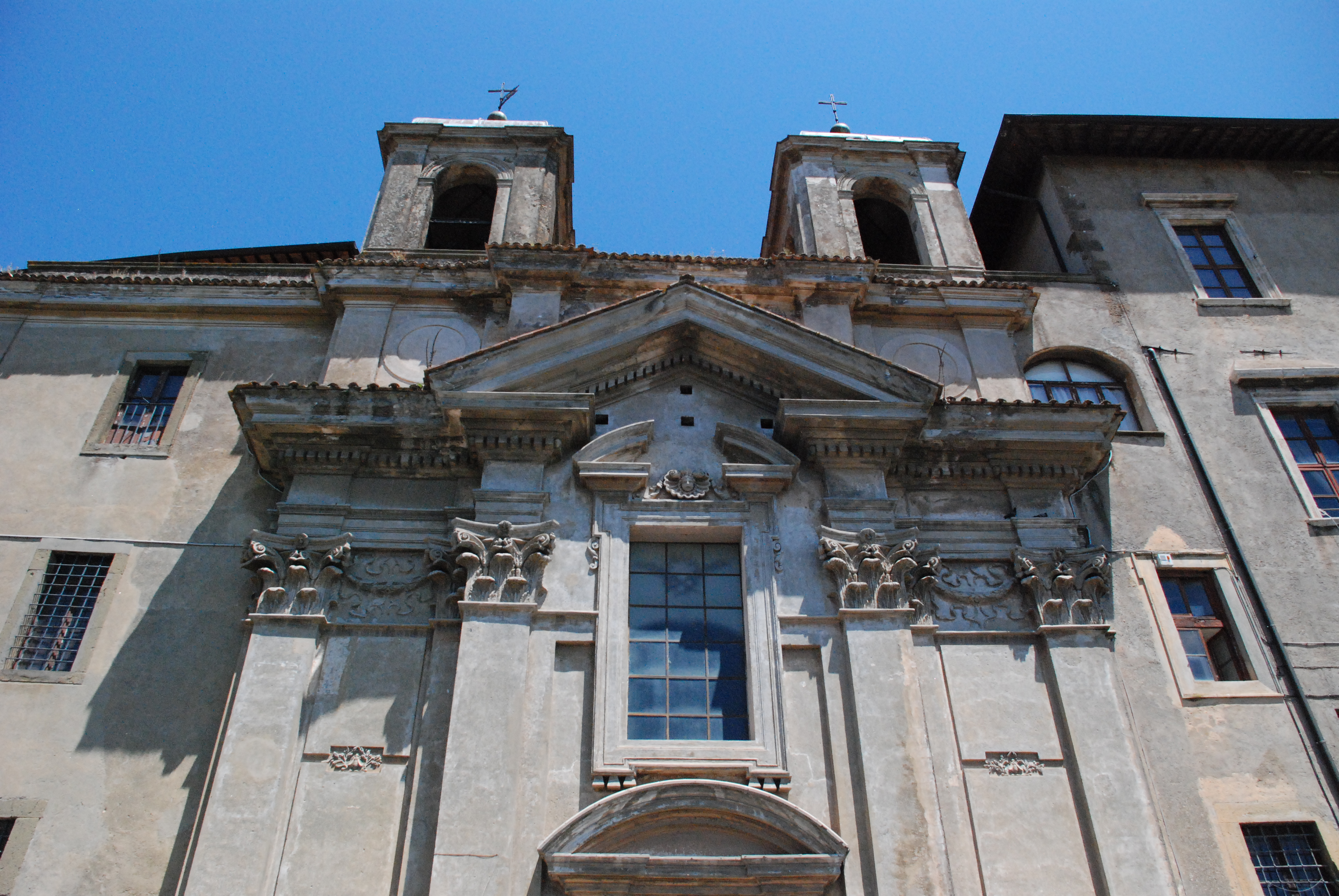
Chiesa di Santa Rosalia, Palestrina

Francesco Contini (Roma, 27 luglio 1599 – Roma, 20 luglio 1669) è stato un architetto e pittore italiano del XVII secolo.

## Biografia
Nacque sul finire del XVI secolo, a Roma, dal pittore Pietro Contini e Felicia Sebastiani. Lavorò principalmente a Roma nella cerchia di Francesco Borromini, realizzando numerose opere per la famiglia Barberini. È il padre di Giovan Battista Contini. Tra i suoi primi lavori si cita Palazzo Branconio all'Aquila, ricostruito in stile rinascimentale, nel 1624, per volere dell'abate Girolamo Branconio, dell'omonima famiglia.
Nel 1637 sposò, a Roma, Agata Baronio di Arcangelo; cinque anni più tardi, a Montalcino, nacque suo figlio Giovan Battista Contini, anch'esso architetto.
La sua attività si concentrò comunque a Roma dove operò prevalentemente per i Barberini: nel 1638 lavorò al refettorio del monastero di Santa Susanna e, tra il 1640 ed il 1642, per volere di Taddeo Barberini, realizzò la facciata dipinta della residenza di via dei Giubbonari. Quest'ultimo opera riscosse un notevole successo e fu rappresentata in incisione nella collana di Giuseppe Vasi intitolata Le Magnificenze di Roma antica e Moderna (1754). La moglie di Taddeo, Anna Colonna, gli commissionò poi nel 1654 la chiesa di Santa Maria in Regina Coeli. Nello stesso periodo, per Maffeo Barberini, realizzò il Casino Barberini a Palestrina, probabilmente la sua opera più nota e realizzata in pieno stile borromoniano.
Nel 1652 completò la basilica dei Santi Ambrogio e Carlo al Corso succedendo a Martino Longhi. Sempre per i Barberini, edificò poi a Palestrina la chiesa di Santa Rosalia.

## Opere principali
- Palazzo Branconio, L'Aquila, 1624;
- Refettorio e Loggia Barberini, Monastero di Santa Susanna, Roma, 1638;
- Palazzo Barberini ai Giubbonari (facciata), Roma, 1640–1642;
- Casino Barberini, Palestrina, 1650 circa;
- Chiesa di Santa Maria in Regina Coeli, Roma, 1654;
- Basilica dei Santi Ambrogio e Carlo al Corso, Roma, 1652–1669;
- Chiesa di Santa Rosalia, Palestrina, 1677.